# ناسپه (بوتان)
ناسپه (به لاتین: Naspe) یک منطقهٔ مسکونی در بوتان (کشور) است که در استان بومتهنگ واقع شده‌است.